# Nelson Gutiérrez
Nelson Daniel Gutiérrez Luongo (né le 13 avril 1962 à Montevideo) est un footballeur uruguayen qui évoluait au poste de défenseur.

## Biographie
Il est sélectionné 57 fois en équipe d'Uruguay entre 1983 et 1990, disputant deux coupes du monde en 1986 et 1990.
En club, il remporte deux Copa Libertadores : une avec Peñarol et une avec River Plate.

## Carrière
- 1980-1985 : Peñarol -  Uruguay
- 1985-1986 : Nacional de Medellín -  Colombie
- 1986-1988 : CA River Plate -  Argentine
- 1988-1989 : Lazio Rome -  Italie
- 1989-1991 : Hellas Verone -  Italie
- 1991-1993 : CD Logroñés -  Espagne
- 1993-1996 : Peñarol -  Uruguay
- 1997 : Defensor Sporting -  Uruguay[1]

## Palmarès

### Avec l'Uruguay
- Vainqueur de la Copa América en 1983 et 1987
- Finaliste de la Copa América en 1989

### Avec Peñarol
- Champion d'Uruguay en 1981, 1982, 1993, 1994, 1995 et 1996
- Vainqueur de la Copa Libertadores en 1982
- Finaliste de la Copa Libertadores en 1983
- Vainqueur de la Coupe intercontinentale en 1982

### Avec River Plate
- Champion d'Argentine en 1986
- Vainqueur de la Copa Libertadores en 1986
- Vainqueur de la Coupe intercontinentale en 1986
- Vainqueur de la Copa Interamericana en 1986